# マニャラ湖

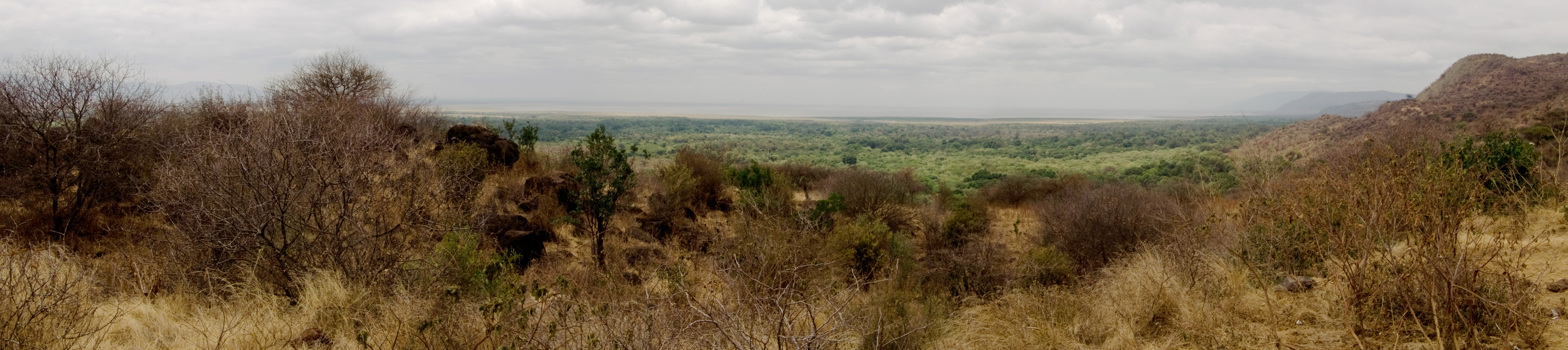
マニャラ湖のパノラマ写真

マニャラ湖（マニャラこ、Lake Manyara）はタンザニア北部のアルーシャ州にある浅い弱アルカリ塩湖である。グレート・リフト・ヴァレーの谷底に連なる湖のうちの一つであり、西にエヤシ湖がある。「マニャラ」の名前はマサイ語で、敷地の周りへと植えるトウダイグサ属の一種、アオサンゴ（Euphorbia tirucalli）を指すemanyaraに由来する。
330km2のマニャラ湖国立公園の中にあり、その東側を占める。
公園には5つの明瞭な植生帯がある。公園入り口のすぐ近くの地下水林に見られる巨大なイチジクとマホガニーは、マニャラ盆地の直ぐ上のクレーター・ハイランドから継続的に補充される地下の湧水から養分を引いている。地下水林の沼地にはヒヒやブルーモンキーなどの霊長類やゾウのほか、ギンガオサイチョウなどの鳥類が棲息している。南にはアカシアの森がある。ヒョウやライオンなどの肉食獣もいるが、目撃するのは難しい。湖の周りにはシロアリ塚があり、シママングースも見られる。
湖とその周囲はヒヒ、カバ、インパラ、ゾウ、ヌー、アフリカスイギュウ、イボイノシシ、キリンおよびサイなどの草食獣の棲息地となっている。マニャラ湖では、フラミンゴ、エボシクマタカおよびハイガシラショウビンを含む300種を超える渡り鳥を観察することができる。1981年に生物圏保護区に指定された。
1933年にアーネスト・ヘミングウェイが妻ポーリンとケニア、タンザニアの旅で訪れた。